# Bitva u Oriamendi
Bitva u Oriamendi bylo ozbrojené střetnutí mezi karlisty a vládním vojskem, odehrávající se 16. března 1837 pod kopcem Oriamendi nedaleko San Sebastiánu.
Po neúspěšném obléhání Bilbaa karlisty z konce roku 1836 přešly vládní síly do protiofenzívy. Do pohybu se daly tři armády generálů Sarsfielda, Espartera a Lacyho Evanse z britské legie. Povstalci byli zatlačeni do pevností Santa Bárbara a Hernani, avšak po příchodu posil se vydali znovuobsadit Oriamendský kopec. Zde se střetli s vládním vojskem. Podařilo se jim narušit nepřátelské pozice, Evansova legie se dala na útěk a ostatní generálové byli nuceni ustoupit.